# Стуканов (хутор)
Стуканов — хутор в Отрадненском районе Краснодарского края.
Входит в состав Удобненского сельского поселения.

## География

### Улицы
- ул. Международная,
- ул. Механизаторов.

## Население
| 2002 | 2010 |
| ---- | ---- |
| 61   | ↘41  |